# سکولوگانین
سکولوگانین (به انگلیسی: Secologanin) یک ترکیب شیمیایی با شناسه پاب‌کم ۱۶۱۲۷۶ است.